# Rány těla
Rány Těla je česká hudební skupina. V roce 1988 ji v Praze založili zpěvák a kytarista Hank J. Manchini (vlastním jménem Jindřich Hoch), kytarista Jakub Pelnář a baskytarista a bubeník v jedné osobě Karel Zeman. Později se přidal bubeník Lukáš Hraběta. Časem kapelou prošlo několik dalších hudebníků (např. baskytarista Hadji), z nichž byl ale nejdůležitějším klávesista Davida Kabzan, který v kapele působí do současnosti. Z počátku měla na kapelu výrazný vliv tvorba skupiny The Velvet Underground, či post-punková scéna a seskupení jako Sonic Youth, Swans či Joy Division a později hlavně australsko-berlínská scéna (Crime and The City Solution a především The Birthday Party.) Své první řadové album Polyester kapela vydala v roce 1996 (Indies). Druhou desku s názvem Maybe It's Fantasy (Drug Me Records) vydali roku 2018. Jejich součásná tvorba je mimo jiné inspirována také soulem, trip-hopem, psychedelií a country hudbou. V současné době[kdy?] pracují na svém třetím albu.